# Emily LeSueur
Emily LeSueur (* 7. November 1972 in Glendale, Kalifornien als Emily Porter) ist eine ehemalige US-amerikanische Synchronschwimmerin.

## Erfolge
Emily LeSueur gewann ihre erste internationale Medaille im Mannschaftswettbewerb der Panamerikanischen Spielen 1991 in Havanna, als sie sich sogleich mit der US-amerikanischen Équipe die Goldmedaille sicherte. Sie verwiesen dabei Kanada auf Rang zwei und Kuba auf Rang drei. 1993 in Lausanne und 1995 in Atlanta belegte LeSueur mit der Mannschaft beim Weltcup ebenso jeweils den ersten Platz. Bei den Olympischen Spielen 1996 in Atlanta gehörte LeSueur ein weiteres Mal zum Aufgebot der Vereinigten Staaten im Mannschaftswettbewerb. Zusammen mit Tammy Cleland, Becky Dyroen-Lancer, Suzannah Bianco, Heather Pease, Jill Savery, Nathalie Schneyder, Heather Simmons-Carrasco, Jill Sudduth und Margot Thien gelang ihr mit 99,720 Punkten das beste Ergebnis des Wettkampfs, womit die US-Amerikanerinnen Olympiasiegerinnen wurden. Sie erhielten vor den Kanadierinnen, die mit 98,367 Punkten Silber gewannen, und vor den mit 97,753 Punkten drittplatzierten Japanerinnen die Goldmedaille.
LeSueur schloss ein Studium an der Arizona State University ab. Sie heiratete den Hautarzt Ben LeSueur, mit dem sie fünf Kinder hat.